# Martin Joseph Sheridan
Martin Joseph Sheridan (28 de març, 1881 – 27 de març, 1918), fou un gran atleta d'inicis de segle xx. Va néixer a Bohola, County Mayo, Irlanda i morí a Manhattan, Nova York.
Fou membre de l'Irish American Athletic Club i cinc cops campió olímpic. Va guanyar el llançament de disc el 1904, 1906, i 1908 a més del llançament de pes el 1906 i el llançament de disc grec el 1908. També guanyà medalles d'argent el 1906 a les proves de salt de llargada aturat, salt d'alçada aturat i llançament de pedra.